# Joan Drungari
Joan Drungari o Joan Drungàries o Joan de Drungària (en llatí Joannes Drungarius, Joannes Drungarias, en grec Ἰωάννης Δρουγγαρίος o Ἰωάννης τῆς Δρουγγαρίας) fou un eclesiàstic grec contemporani (i probablement clergue depenent) de Ciril I d'Alexandria (segle v).
Ciril li va demanar d'escriure un comentari sobre Isaïes que es conserva sota el nom de Πρόλογος, Praefatio.